# كيرستن نيلسون
كيرستن نيلسون (بالإنجليزية: Kirsten Nelson)‏ (ولدت في 3 أكتوبر 1970) ممثلة ومخرج أمريكية اشتهرت بدور كارين فيك في مسلسل بوليسي سايك (2006).

## سيرة الذاتية
نيلسون ولدت في مدينة انيد في ولاية اوكلاهومو وترعرعت في شيكاغو، في طفولتها عزفت على البيانو وغنت، وبمقابلة لها اضافت انها حلمت بأن تظهر في «كرينجي هول». لقد تعلمت في جامعة نورث ويسترون.

## السيرة المهنية
كانت نيلسون عضوة مؤسسة للانسمبل وهو المسرح لشيكاغو، قبل أن تنتقل للوس انجلس سنة 1995.
بسنة 2004 مثلت في دور رئيسي بالكوميديا المواقف The O’Keefes .
بسنة 2006-2014 مثلت دور قائدة الشرطة «كارن فيك» في المسلسل التلفزيوني الناجح «الباحث المخمن».
شاركت بأدوار قصيرة بعدة افلام، مثل: «الهارب»، «حرب العوالم»، «اجازة في الحفاضات».
مثلت كضيفة بعدد كثير من مسلسلات التلفزيونية، مثل: "نيد وستيسي"، "المحامون"، "ولد يقابل العالم"، اقتلني وهذا هو"، "البيت الابيض"، "صائدة مصاصي الدماء"، ايلي ماكبيل"، "فريزر"، "من غير اثار"، ملكلوم في الوسط"، "بطل على النمل"، "الهامسة للارواح"، "NCIS"، "مخزن سري 13"، "بونز"، "كيسي متخفي"، "الحياة نفسها"، وغيرها.

## الحياة الشخصية
نيلسون هي لوترانية تزوجت في 5 أغسطس 1995، ولها ابنة وابن.

## روابط خارجية
- كيرستن نيلسون على موقع IMDb (الإنجليزية)
- كيرستن نيلسون على موقع ألو سيني (الفرنسية)
- كيرستن نيلسون على موقع قاعدة بيانات الأفلام السويدية (السويدية)
- كيرستن نيلسون على موقع إن إن دي بي (الإنجليزية)
- كيرستن نيلسون على موقع قاعدة بيانات الفيلم (الإنجليزية)
- كيرستن نيلسون على موقع كينوبويسك (الروسية)